# Divisione No. 13 (Manitoba)
La Divisione No. 13, o Selkirk Area (parte della Interlake Region) è una divisione censuaria del Manitoba, Canada di 44.829 abitanti.

## Comunità
- Birds Hill
- Clandeboye
- Dunnottar
- Libau
- Selkirk
- St. Andrews